# Hotel de la Plage
El Hotel de la Plage (en francés: Hôtel de la Plage, que quiere decir «Hotel de la Playa») es un hotel en Cotonú, una ciudad del país africano de Benín. Se encuentra ubicado en el Bulevar De La Marina por el viejo puerto, frente a la Embajada de Nigeria. Descrito como "la gran vieja dama de los hoteles de Cotonú", está situado en un edificio colonial, con 58 habitaciones. En 1977, tenía unas 50 habitaciones y se decía que tenía 10 habitaciones con galerías privadas frente al mar. El hotel cuenta con un bar y un quiosco de comida rápida con vistas a la playa.